# کانی‌سید
کانی‌سید(به کردی: کانی سەیی، Kanî seyî) روستایی از توابع بخش زیویه در شهرستان سقز است که در استان کردستان ایران قرار دارد.

## جمعیت
این روستا در دهستان خورخوره واقع شده و براساس سرشماری سال ۱۳۸۵، جمعیت آن ۸۹ نفر (۱۴ خانوار) بوده‌است.